# 本塔斯德韦尔马
本塔斯德韦尔马（西班牙語：Ventas de Huelma）是西班牙安达卢西亚自治区格拉纳达省的一个市镇。总面积42平方公里，总人口653人（2001年），人口密度16人/平方公里。